# Campeonato Mundial de Luge de 1969
O Campeonato Mundial de Luge de 1969 foi a 11ª edição da competição e foi disputada entre os dias 1 e 2 de fevereiro em Königssee, Alemanha.

## Medalhistas
| Evento                        | Ouro                                   | Prata                                                | Bronze                                            |
| Individual masculino detalhes | AUT Josef Feistmantl                   | AUT Manfred Schmid                                   | DDR Wolfgang Scheidel                             |
| Individual feminino detalhes  | DDR Petra Tierlich                     | DDR Anna-Maria Müller                                | FRG Christa Schmuck                               |
| Duplas detalhes               | AUT Áustria Manfred Schmid Ewald Walch | DDR Alemanha Oriental Horst Hörnlein Reinhard Bredow | DDR Alemanha Oriental Klaus Bonsack Thomas Köhler |

## Quadro de medalhas
| Ordem | País               |   |   |   |   |
| 1     | Áustria            | 2 | 1 |   | 3 |
| 2     | Alemanha Oriental  | 1 | 2 | 2 | 5 |
| 3     | Alemanha Ocidental |   |   | 1 | 1 |